# Sandra Wagner-Sachse
Sandra Wagner-Sachse (Eslohe, 9 de setembro de 1969) é uma arqueira alemã, medalhista olímpica.

## Carreira
Sandra Wagner-Sachse representou seu país nos Jogos Olímpicos em 1996 e 2000, ganhando a medalha de prata por equipes em 1996 e bronze em 2000. 